# Shingū
Shingū (新宮市?) è una città giapponese della prefettura di Wakayama.